# Клер Понлевуа
Клер Понлевуа (фр. Claire Pontlevoy, нар. 17 листопада 2003, Куру (Гвіана)) — французька гімнастка. Учасниця чемпіонату світу.

## Спортивна кар'єра
Почала займатися спортивною гімнастикою з шести років в Сен-Жорж-сюр-Шері, деякий час спортивну гімнастику поєднувала з гандболом, але віддала перевагу гімнастиці.

#### 2019
Дебютувала в дорослій збірній Франції.
На чемпіонаті світу 2019 року у командному фіналі разом з Марін Буає, Лорет Шарпі, Мелані де Хесус дус Сантус та Алін Фрієз посіли п'яте місце, чим не лише повторили найкращий результат в історії жіночої збірної Франції, але й здобули командну олімпійську ліцензію на Літні Олімпійські ігри 2020 у Токіо, Японія. В фінали окремих видів не кваліфікувалась.

## Результати на турнірах
| Рік  | Змагання        | КБ | ІБ | Опорний стрибок | Різновисокі бруси | Колода | Вільні вправи |
| ---- | --------------- | -- | -- | --------------- | ----------------- | ------ | ------------- |
| 2019 | Чемпіонат світу | 5  |    |                 |                   |        |               |